# Ondřej Němec (fotograf)
Ondřej Němec (* 27. února 1960 Praha) je český fotograf, zabývající se dokumentární fotografií.

## Život a dílo
Je jedním ze sedmi dětí disidentské rodiny Němcových, která byla také jedním z center českého undergroundu.
Fotografovat začal ve dvanácti letech, tento obor ale z politických důvodů studovat nemohl. Vyučil se v tiskárně, kde pak deset let pracoval, od poloviny osmdesátých let pak byl zaměstnán jako kulisák a poté topič.
V letech 1990 – 2012 pracoval jako fotoreportér v redakci Lidových novin, v současnosti se živí jako samostatný fotograf a spolupracuje s Knihovnou Václava Havla.
Dokumentoval undergroundové i chartistické události (koncerty The Plastic People of the Universe, pohřeb profesora Jana Patočky). V roce 1979 podepsal Chartu 77. Před rokem 1989 byly jeho fotografie publikovány pouze v samizdatu nebo v cizině, často anonymně. Od listopadu 1989 vycházejí v řadě domácích i zahraničních periodik a publikací.
Laureát Ceny Revolver Revue za rok 2012.

## Publikace
- 2014 – Ondřej NĚMEC – Torzo (1973–1989), Edice RR[3], ISBN 978-80-87037-61-4
- 2013 – U nás ve sklepě (Antologie poesie druhé generace undergroundu), Edice RR, ISBN 978-80-87037-56-0
- 2008 – Ivan M. Jirous: Pravdivý příběh Plastic People, Torst, ISBN 978-80-7215-355-8